# Scoubidou Show
Fantomatiquement vôtre, signé Scoubidou Scooby-Doo et Scrappy-Doo
Scoubidou Show ou Scoubidou ou Scooby-Doo Show (The Scooby-Doo Show) est une série télévisée d'animation américaine en 40 épisodes de 30 minutes, créée par Joe Ruby et Ken Spears, et diffusée entre le 11 septembre 1976 et le 23 décembre 1978 sur le réseau ABC.
En France, la série a été diffusée dans les années 1980 dans l'émission Croque vacances. Rediffusion partielle en mai 1994 dans Hanna-Barbera Dingue Dong. Rediffusion partielle dans Scooby-Gang entre 2004 et 2008 puis dans France Truc 26 décembre 2005 au 29 mars 2006 puis dans Toowam du 3 juillet 2006 au 16 juillet 2007 et dans Bunny Tonic en 2010 sur France 3. Rediffusion depuis décembre 2019 chaque lundi, mercredi, jeudi et samedi sur  Boing à partir de 21h.
C'est la troisième série avec Scooby-Doo. Elle est précédée de Fantomatiquement vôtre, signé Scoubidou (1972-1973) et suivie de Scooby-Doo et Scrappy-Doo (1979-1980).

## Fiche technique
- Titre original : The Scooby-Doo Show
- Titre français : Scoubidou Show
- Création : Joe Ruby, Ken Spears, Sander Schwartz ; Iwao Takamoto (personnages)
- Réalisation : Joseph Barbera, William Hanna
- Scénario : Joe Ruby, Ken Spears, Bill Lutz, Larz Bourne, Tom Dagenais
- Production : Joseph Barbera, William Hanna
- Sociétés de production : Hanna-Barbera Productions
- Pays d'origine : États-Unis
- Langue : anglais
- Format : couleur - 35 mm - 1,33:1 - son mono
- Nombre d'épisodes : 40 (3 saisons)
- Durée : 25 minutes
- Dates de première diffusion :  États-Unis : 11 septembre 1976

## Distribution

### Voix originales
- Don Messick : Scooby-Doo / Scooby-Dur
- Casey Kasem : Shaggy (Sammy)
- Frank Welker : Fred
- Pat Stevens (en) : Velma (Véra)
- Heather North : Daphné

### Voix françaises
- Jacques Torrens : Scooby-Doo / Scooby-Dur
- Francis Lax : Sammy
- Bernard Murat : Fred
- Laurence Badie : Véra
- Claude Chantal : Daphné
- Gérard Hernandez, Albert Augier, Roger Carel, Philippe Dumat, Pierre Trabaud, Serge Lhorca, Claude Joseph : voix additionnelles

## Développement
En 1976, ABC reprend la diffusion des deux premières séries, Scoubidou et Fantomatiquement vôtre, signé Scoubidou, diffusées sur CBS entre 1969 et 1973.
De nouveaux épisodes sont également diffusés dans le cadre d'un programme intitulé The Scooby-Doo/Dynomutt Hour et regroupant les aventures de deux personnages : Dynomutt et Scooby-Doo. Le programme dure 60, puis 90 minutes et contient deux ou trois épisodes selon la durée, le troisième épisode étant une rediffusion de Scooby-Doo, Where Are You!.
La seconde saison est diffusée dans Scooby's All-Star Laff-a-Lympics, émission de deux heures composée d'épisodes de Scooby-Doo, Laff-a-Lympics, Dynomutt, Dog Wonder et Capitaine Caverne.
La troisième saison est diffusée dans le cadre d'un programme de 90 minutes, Scooby's All-Stars, avec quasiment les mêmes séries que pour la saison 2, à savoir Scooby-Doo mais aussi Laff-a-Lympics et Captain Caveman and the Teen Angels
Comme beaucoup de séries d'animation créée par Hanna-Barbera dans les années 1970, la série contenait une piste de rires enregistrés.

## Sorties vidéos
La série n'a jamais été publiée dans sa totalité en version française sous le format DVD.
- Les épisodes Le Cavalier masqué et Vampires, Chauve-souris et Chats noirs regroupés sur le DVD Scoubidou et la Légende des revenants (sorti le 2 juillet 2003 en zone 2) soit l’épisode 5 de la saison 1 (en bonus uniquement) et l’épisode 2 de la saison 2.

- Le double DVD "Scooby-Doo 13 aventures en vacances" (sorti le 6 juin 2013 en zone 2) contient 8 épisodes issus de cette série sur les 13 proposés : Scooby-Doo et le Roi Aztèque, Le Médecin fou, Esprit, es-tu là ?, Bazar au Triangle des Bermudes, La sorcière de Salem, Le fantôme de Venise, La sorcière Ozark, Voyage a Rio avec le Jaguaro ; soit les épisodes 2, 7 et 16 de la saison 1, l’épisode 6 de la saison 2 et les épisodes 2, 4, 8 et 13 de la saison 3.

- Le DVD "Scooby-Doo! Épouvante sur les terrains" (sorti le 28 mai 2014 en zone 2) contient 3 épisodes de cette série sur les 7 proposés : La fantôme du quaterback, Le magicien de Wimbledon et La créature du lac sans fond soit l’épisode 14 de la saison 1 et les épisodes 15 et 16 (les deux derniers de la série) de la saison 3.

- Un coffret de 4 DVD Scooby Doo & Dynomutt Hour: The Complete Series (sorti le 7 mars 2006 en zone 1) regroupe la totalité de la saison 1 en VO sous-titrée français.

- La seconde saison n'est pas disponible en DVD. La troisième saison est disponible dans sa totalité dans le coffret de 3 DVD Scooby-Doo: Where Are You Complete Third Season (sorti le 10 avril 2007 en zone 1) en VO non sous-titrée.

- Les 40 épisodes en version originale sont également disponibles à l'achat sur l'iTunes Store (par saison ou individuellement).